# Wolfgang Frisch (Geologe)
Wolfgang Frisch (* 19. Dezember 1943 in Wien) ist ein deutsch-österreichischer Geologe und emeritierter Professor für Geologie an der Universität Tübingen. Er ist für Forschungen auf dem Gebiet der Plattentektonik bekannt.
Frisch lehrte von 1981 bis 2009 an der Universität Tübingen. Seine Forschungsschwerpunkte waren Regionale Geologie (Tibet und Himalaya, Zentralamerika, Grönland und Zentralafrika), die Geodynamik sowie die Orogenese der Alpen und der alpidischen Gebirgszüge aus plattentektonischer Sicht. Neben etwa 200 Publikationen in deutschsprachigen und internationalen Fachzeitschriften wurde er durch mehrere Bücher bekannt, darunter ein Lehrbuch zur Plattentektonik mit Martin Meschede. Er war Ko-Autor geologischer Führer für Elba und Korsika.
Sein Geologiestudium an der Universität Wien begann Frisch 1961 und promovierte bei Christof Exner über den Aufbau des Tuxer Hauptkamms (österr. Zentralalpen). Als Hochschulassistent an der Montan-Universität Leoben erforschte er in Grönland und Ruanda Seltene Erden- und Wolfram-Lagerstätten und habilitierte sich 1973. An die Wiener Uni zurückgekehrt, wandte er die neue Theorie der Plattentektonik als einer der Ersten auf die Entwicklung der Alpen an. Nach Gastprofessuren an der TU München und Wien folgte er 1981 dem Ruf auf den Lehrstuhl für Allgemeine Geologie und Endogene Dynamik in Tübingen.
Neben den Ostalpen wandte er sich auch anderen alpidischen Gebirgen wie Karpaten und Balkangebirge zu, der Landbrücke Mittelamerikas, dem Himalaya und Pamir – mit Schwerpunkt auf Geodynamik und Gebirgs-Tektonik. Zuletzt konzentrierte sich seine Arbeitsgruppe auf Methoden der Spaltspuren- und Helium-Datierungen.
Seit 1984 ist er korrespondierendes Mitglied der Österreichischen Akademie der Wissenschaften. Im Dezember 2008 wurde er mit der Hans-Stille-Medaille geehrt „für seine ganz besonderen Verdienste in der alpinen geowissenschaftlichen Forschung, der Lehre sowie der verständlichen Vermittlung geowissenschaftlicher Zusammenhänge auf dem Gebiet der Geodynamik und Plattentektonik“. Bei dem Festkolloquium in Tübingen hob Martin Meschede (Professor an der Universität Greifswald) zwei Gaben besonders hervor: Frischs kompromisslose Präzision in Feldarbeit und Analyse sowie seine klare Formulierungskunst. 2014 wurde Frisch von der Österreichischen Geologischen Gesellschaft die Eduard-Sueß-Medaille verliehen, die gleichzeitig mit der Ehrenmitgliedschaft der Gesellschaft verbunden ist. Den Ruhestand verbringt er in seiner Heimatstadt Wien.

## Schriften
- mit Martin Meschede: Plattentektonik : Kontinentverschiebung und Gebirgsbildung, Darmstadt: Primus Verlag 2005, 2. Auflage 2007, auch Wissenschaftliche Buchgesellschaft 2007
  - Englische Ausgabe mit Martin Meschede, Ronald C. Blakey: Plate Tectonics: Continental Drift and Mountain Building, Springer Verlag 2011
- mit Joachim Kuhlemann, Martin Meschede: Korsika : Geologie, Natur und Landschaft, Exkursionen, Borntraeger, Sammlung Geologischer Führer 99, 2009
- mit Joachim Kuhlemann, Martin Meschede:  Elba : Geologie, Struktur, Exkursionen und Natur, Borntraeger, Sammlung Geologischer Führer 98, 2008